# Унгурени (Долж)
Унгурени (рум. Ungureni) насеље је у Румунији у округу Долж у општини Герчешти. Oпштина се налази на надморској висини од 186 m.

## Становништво
Према подацима из 2002. године у насељу је живело 303 становника, од којих су сви румунске националности.